# Dumnagual IV de Strathclyde
Dumnagual ou Dyfnwal IV de Strathclyde roi des bretons de Strathclyde au milieu du IXe siècle.

## Contexte
Dans la généalogie des rois de Strathclyde ou d’Ath Clut du manuscrit Harleian MS 3859, Dyfnwal est désigné comme le fils de Rhydderch et le père de d’Artghal. Il n’est pas mentionné par ailleurs dans les sources.
La « Chronique des rois d'Alba » relève que sous le règne de Kenneth mac Alpin mort en 858 « les Bretons détruisirent Dunblane par le feu ». Cet événement intervient peut être sous son règne ou sous celui de son fils Artghal.

## Sources
- (en) Alan MacQuarrie, The Kings of Strathclyde 400-1018 dans Medieval Scotland: Crown Lorship and Community, Essay. Ouvrage collectif présenté par G.W.S. Barrow. Pages de 1 à 19 & Table page 6 Edinburgh University Press (1998)  (ISBN 0-7486-1110-X).
- (en) Peter Bartrum, A Welsh classical dictionary: people in history and legend up to about A.D. 1000, Aberystwyth, National Library of Wales, 1993, p. 241 DYFNWAL ap RHYDDERCH. (780)